# Shōichi Nishimura
Shōichi Nishimura (西邑 昌一?, Nishimura Shōichi; Akashi, 18 aprile 1912 – Akashi, 22 marzo 1998) è stato un allenatore di calcio e calciatore giapponese, di ruolo attaccante.

## Palmarès

### Allenatore

#### Competizioni nazionali
- Japan Soccer League Cup: 1

Yomiuri: 1979